# روبرت بوير
روبرت بوير هو رسام كندي، ولد في 20 يوليو 1948 في برينس ألبرت في كندا، وتوفي في 30 أغسطس 2004 في نبراسكا في الولايات المتحدة.